# Hjalmar
Pour les articles homonymes, voir Hjálmar (homonymie).
Cette page présente le prénom Hjalmar ainsi que ses variantes.
Hjalmar est un prénom masculin scandinave dérivé du vieux norrois Hjálmarr, formé des éléments hjalmr « casque » et herr « armée ». Ce prénom se rencontre surtout en Suède.
Le prénom Hjalmar est à l'origine du patronyme suédois Hjalmarsson signifiant « Fils de Hjalmar ».

## Personnalités portant ce prénom
- Pour l'ensemble des articles sur les personnes portant ce prénom, consulter :
  - la liste des articles dont le titre commence par ce prénom
  - les listes produites par Wikidata : Liste des personnes de prénom « Hjalmar » — même liste en incluant les éventuels prénoms composés qui contiennent « Hjalmar ».